# Сорочинська-Кириленко Раїса Миколаївна
Соро́чинська-Кириле́нко Раї́са Микола́ївна (нар. 28 березня 1946, у місті Первомайськ, Миколаївська область) — член ВО «Батьківщина»; ВР України, член фракції «Блок Юлії Тимошенко» (листопад 2007 — вересень 2010), член Комітету з питань охорони здоров'я (з грудня 2007), голова підкомітету з питань медичного страхування та контролю за виконанням державних програм у галузі охорони здоров'я (з січня 2008).

## Життєпис
Освіта: вища. Закінчила Вінницький медичний інститут (1974), спеціальність «Лікувальна справа».
- 1964—1966 — завідувачка фельдшерсько-акушерського пункту с. Михалкове Кривоозерського району Миколаївської області.
- 1966—1968 — медсестра 3-ї міської лікарні, м. Вінниця.
- 1974—1975 — лікар-інтерн Могилів-Подільської міської лікарні.
- 1975—1977 — районний акушер-гінеколог Муровано-Куриловецької центральної лікарні, Вінницька область.
- 1977—1985 — завідувачка жіночої консультації Первомайського пологового будинку, Миколаївська область.
- 1986—1998 — заступник головного лікаря поліклініки клінічної лікарні № 24, м. Київ.
- 2001—2005 — головний лікар поліклініки № 2 Шевченківського району м. Києва.
- 2005—2007 — завідувачка відділення репродуктивного здоров'я поліклініки № 2 Шевченківського району м. Києва.

## Політика
Народний депутат України 6-го скликання з листопада 2007 від Блоку Юлії Тимошенко, № 149 в списку. На час виборів: пенсіонерка, член ВО «Батьківщина».
Березень 2006 — кандидат в народні депутати України від Блоку Юлії Тимошенко, № 152 в списку. На час виборів: завідувачка відділення репродуктивного здоров'я Шевченківського району м. Києва, член ВО «Батьківщина».
Квітень 2002 — кандидат в народні депутати України, виборчий округ № 221, м. Київ, самовисування. За 4.12 %, 6 з 19 претендентів. На час виборів: головний лікар поліклініки № 2 Шевченківського району, безпартійна.

## Нагороди
Заслужений лікар України.
Нагороджена орденами «Знак Пошани», княгині Ольги 2-го (27.06.2012) та 3-го ступенів.